# Cosimo Medici
Cosimo di Giovanni de' Medici supranumit Cel Bătrân (n. 27 septembrie 1389, Florența, Republica Florentină – d. 1 august 1464, Florența, Toscana, Italia), cunoscut și sub numele de Părintele Patriei, a fost primul membru din Dinastia de' Medici care a condus de facto Florența.

## Biografie
Născut în Florența, Cosimo a moștenit averea și experiența în afaceri de la tatăl său, Giovanni di Bicci de' Medici. În anul 1415 l-a însoțit pe antipapa Ioan al XXIII-lea la Conciliul de la Konstanz.
Cosimo s-a căsătorit cu Contessina de' Bardi, fiica lui Giovanni, Conte de Vernio, și a soției sale, Emilia Pannocchieschi. Au avut împreună doi fii: Piero I de' Medici și Giovanni di Cosimo de' Medici⁠(d). Cosimo a avut de asemenea și un fiu nelegitim, Carlo di Cosimo de' Medici⁠(d) (1430-1492), conceput cu o sclavă din Cricassia.
La moartea sa în 1464, Cosimo a fost succedat de fiul său, Piero I de' Medici, iar Signoria i-a acordat titlul de Părintele Patriei.

## Activitatea politică
Cosimo a folosit averea sa de aproximativ 150 000 de florentini de aur (aproape 22 de milioane de euro în prezent) pentru a controla sistemul politic florentin și pentru a sponsoriza o serie de realizări artistice.
Puterea asupra Florenței provenea din averea sa, pe care o folosea pentru a controla voturile. Florentinii erau mândri de democrația lui. Aeneas Sylvius, Episcopul de Siena și mai târziu papa Pius al II-lea, spunea despre el: „Întrebările politice sunt soluționate în casa lui Cosmio. El decide pacea și războiul ... El este rege în toate, mai puțin cu numele...”
În 1433 puterea lui Cosimo asupra Florenței a început să atragă grupuri de inamici, conduși de figuri precum Palla Strozzi și Rinaldo degli Albizzi. În septembrie a fost întemnițat și acuzat de eșecul cuceririi orașului Lucca, însă a reușit să transforme închisoarea într-un exil. A plecat la Padova și apoi la Veneția. Determinați de influența și de averea sa, partizanii Medicilor l-au urmat. Cosimo a revenit un an mai târziu, în 1434, pentru a influența guvernarea Florenței (în special prin intermediul familiilor Pitti și Soderini). Cu ajutorul bunelor sale relații în Signorie, Cosimo a determinat  prin influență o serie de modificări constituționale care i-au asigurat puterea în Florența.
În ceea ce privește politica externă, Cosimo a menținut pacea în nordul Italiei prin crearea unui echilibru de putere între Florența, Napoli, Veneția și Milano în timpul războaielor din Lombardia, și a descurajat puterile din afara țării (în special Franța și Sfântul Imperiu Roman) să intervină. În anul 1439 a jucat, de asemenea, un rol esențial în a-l convinge pe papa Eugen al IV-lea să mute Conciliul Ecumenic de la Ferrara la Florența. Sosirea unor nobili bizantini din Imperiul Roman de Răsărit, în special cea a împăratului Ioan al VIII-lea Paleologul, a însemnat începutul dezvoltării artei și culturii în Florența.

## Arta și cultura
Cosimo s-a remarcat și prin influența sa în cultură și artă. El a cheltuit averea familiei pentru a îmbogăți Florența. Potrivit lui Zibaldone Salviati, Cosimo a spus: Toate aceste lucruri mi-au dat cea mai mare satisfacție și mulțumire, deoarece nu sunt doar pentru a-l onora pe Dumnezeu, ci sunt și pentru propria amintire. Timp de cincizeci de ani, nu am făcut decât să câștig bani și să cheltui bani.
Cosimo l-a angajat pe tânărul Michelozzo Michelozzi pentru a crea prototipul palatului florentin, austerul și magnificul Palazzo Medici. A fost confidentul lui Fra Angelico, Fra Filippo Lippi și a lui Donatello. Cosimo l-a susținut pe arhitectul Brunelleschi în finalizarea Domului Santa Maria del Fiore.